# Stipa penicillata
Stipa penicillata là một loài thực vật có hoa trong họ Hòa thảo. Loài này được Hand.-Mazz. miêu tả khoa học đầu tiên năm 1936.